# Uszak skórnikowaty
Uszak skórnikowaty (Auricularia mesenterica (Dicks.) Pers.) – gatunek grzybów z rodziny uszakowatych (Auriculariaceae).

## Systematyka i nazewnictwo
Pozycja w klasyfikacji według Index Fungorum: Auricularia, Auriculariaceae, Auriculariales, Auriculariomycetidae, Agaricomycetes, Agaricomycotina, Basidiomycota, Fungi.
Po raz pierwszy takson ten zdiagnozował w 1785 r. James Dickson nadając mu nazwę Helvella mesenterica. Obecną, uznaną przez Index Fungorum nazwę nadał mu w 1822 r. Christiaan Hendrik Persoon przenosząc go do rodzaju Auricularia. 
Synonimów naukowych ma ok. 30.
Nazwę polską podał Władysław Wojewoda w 1977 r., dawniej w polskim piśmiennictwie mykologicznym gatunek ten opisywany był jako uszak pospolity.

## Morfologia
Galaretowaty, miękki, nieco skórzasty, suchy – twardy i chrząstkowaty, przyrośnięty płasko; brzeg ma przeważnie odstający, jasny, szarobrązowy i grubo owłosiony, od strony dolnej szaro do purpurowobrązowego; trochę fałdzisto bruzdowany i żeberkowany.

## Występowanie i siedlisko
W Polsce gatunek rzadki. Znajduje się na Czerwonej liście roślin i grzybów Polski. Ma status R – potencjalnie zagrożony z powodu ograniczonego zasięgu geograficznego i małych obszarów siedliskowych. Znajduje się na listach gatunków zagrożonych także w Niemczech.
Niekiedy pokrywa duże powierzchnię przez cały rok, ale przeważnie rozwija się późną jesienią i w zimie na żywych drzewach liściastych, a po ich obumarciu przez jakiś czas rośnie dalej.

## Galeria

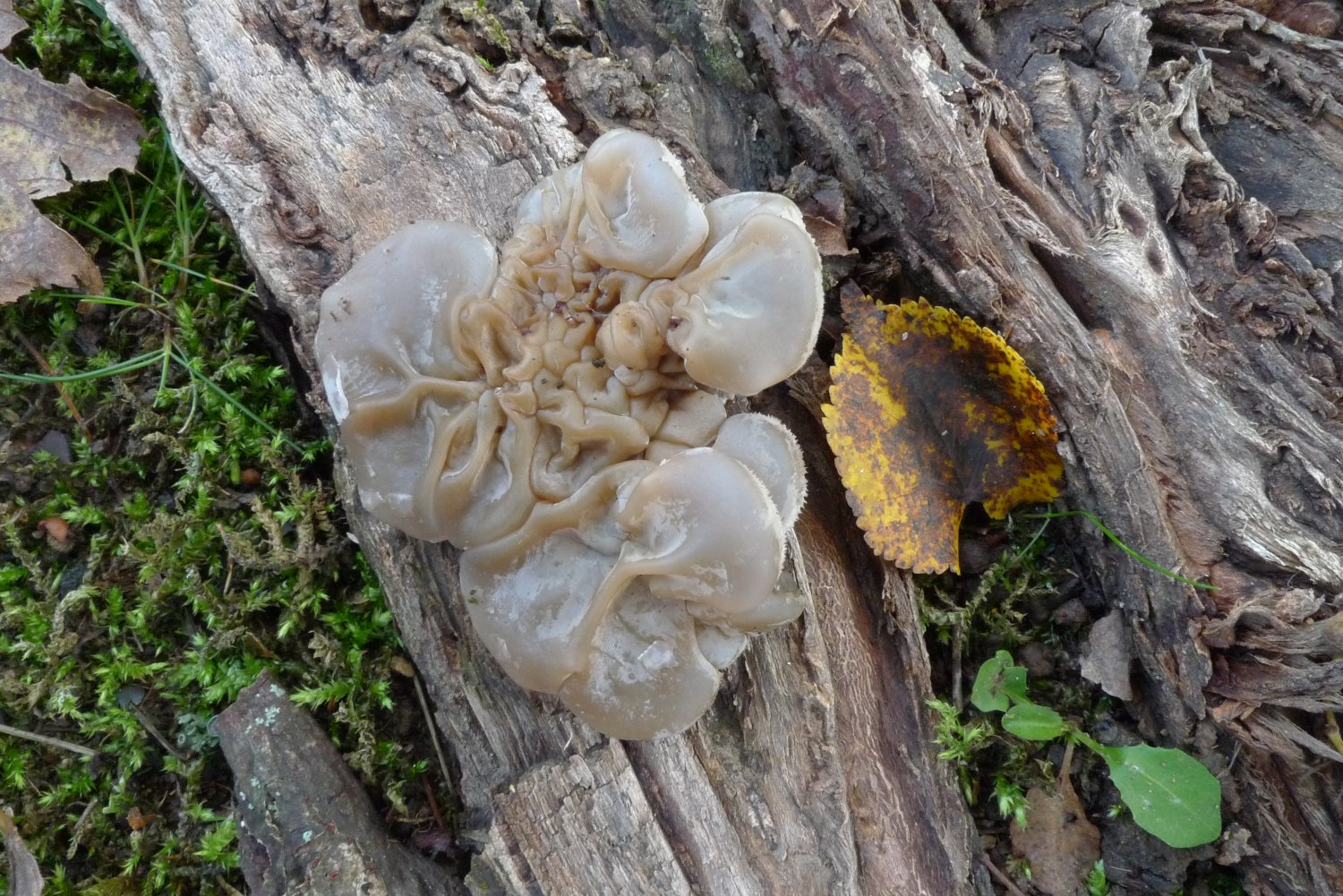
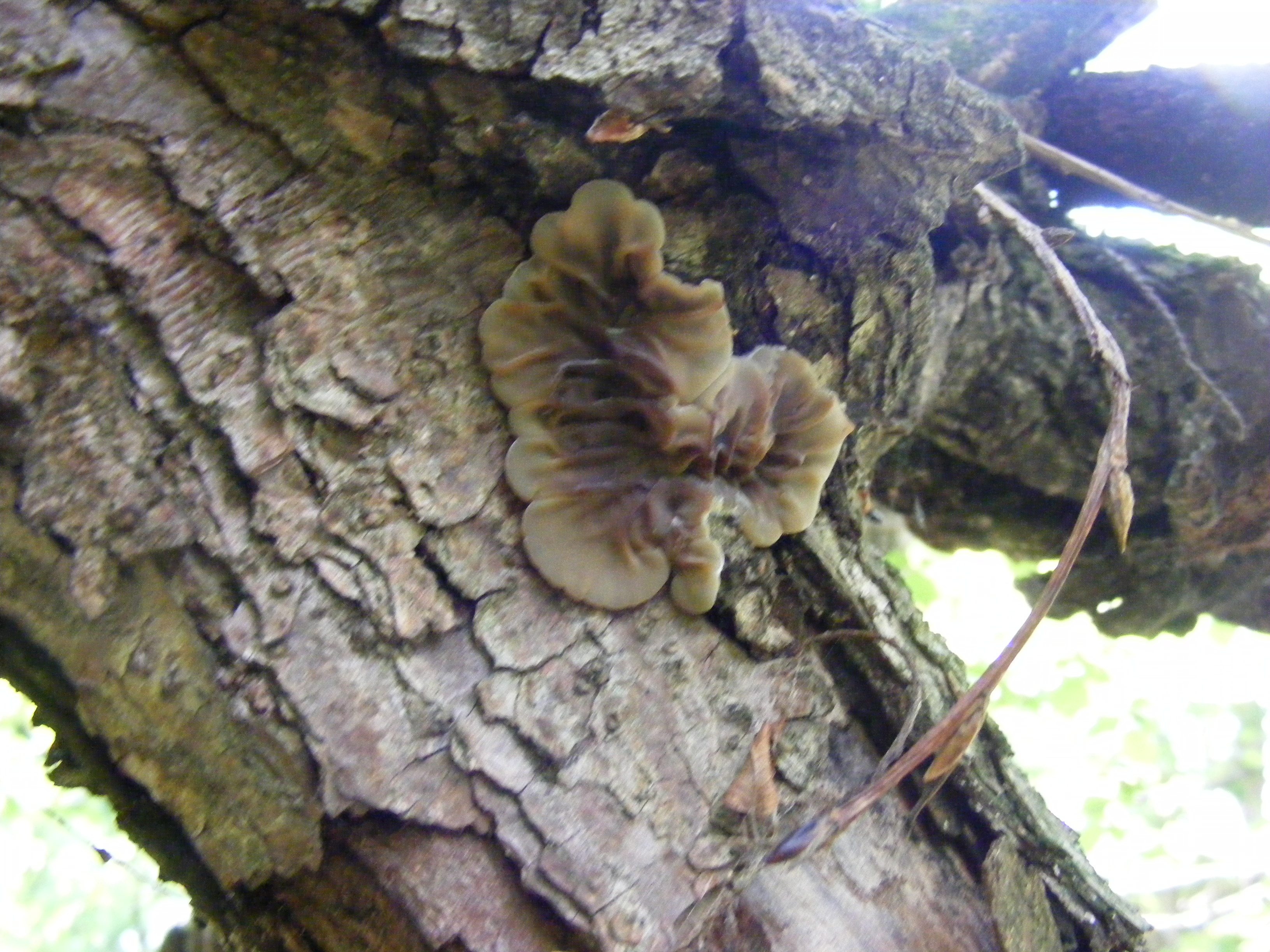
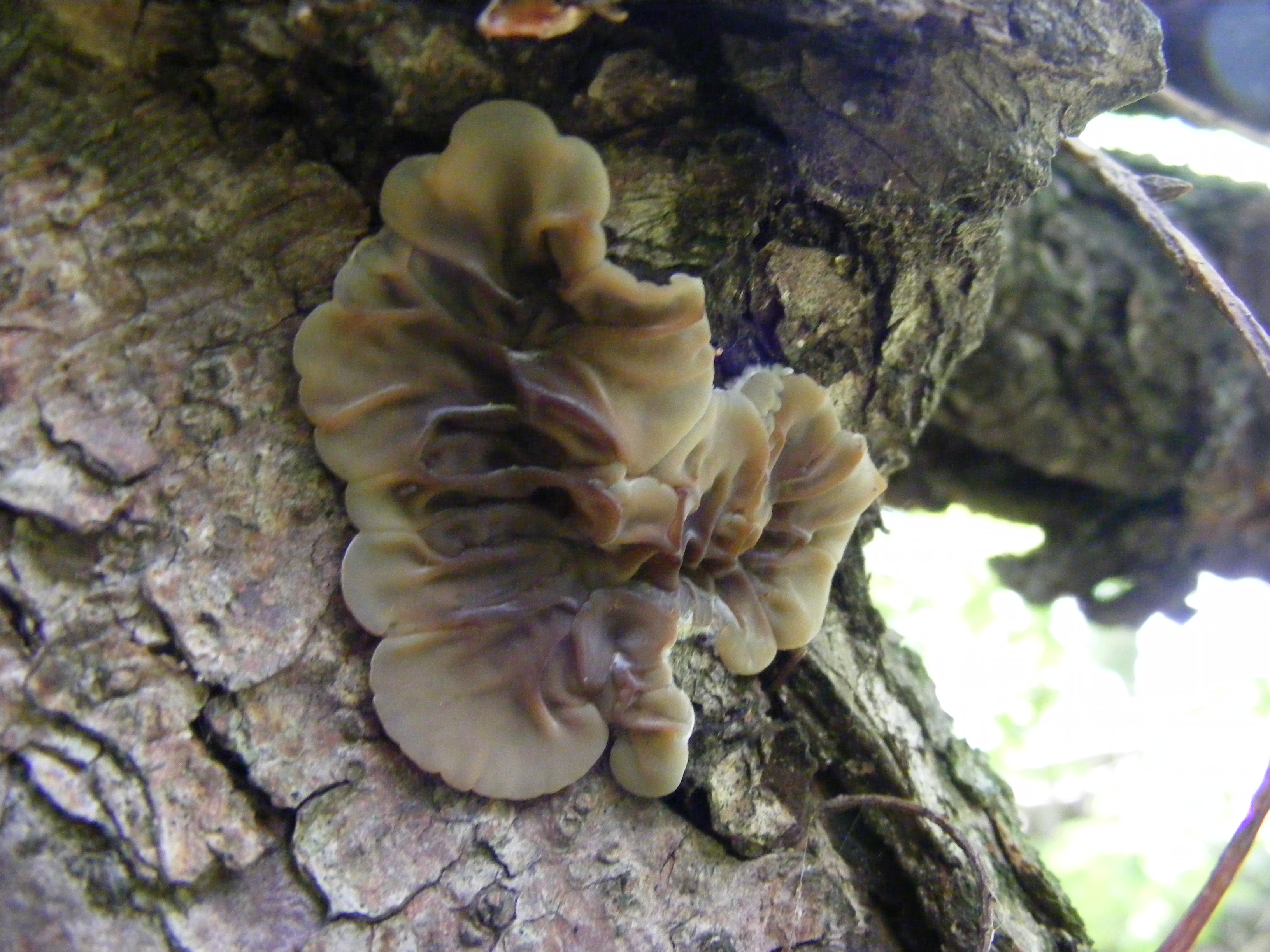
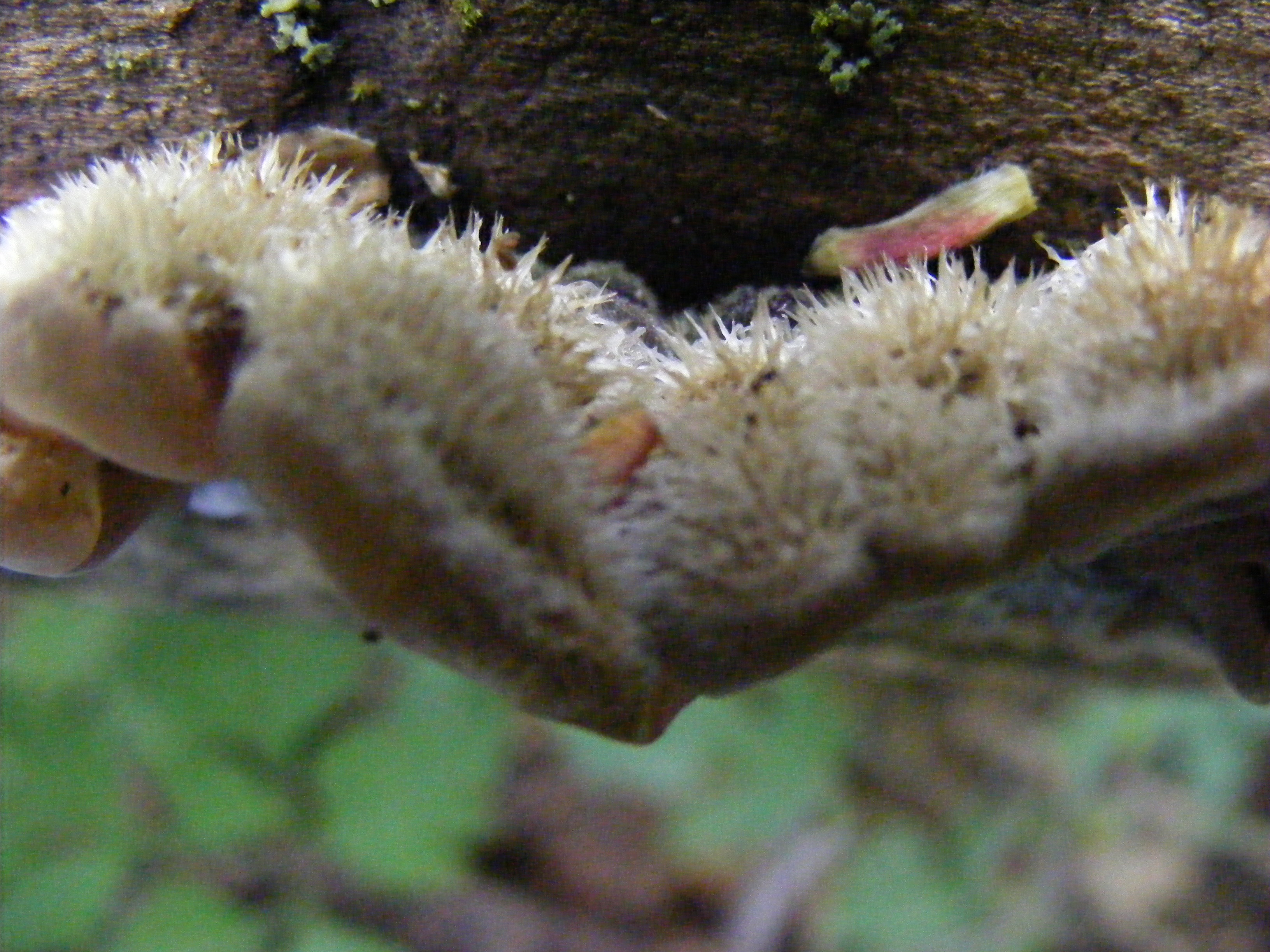
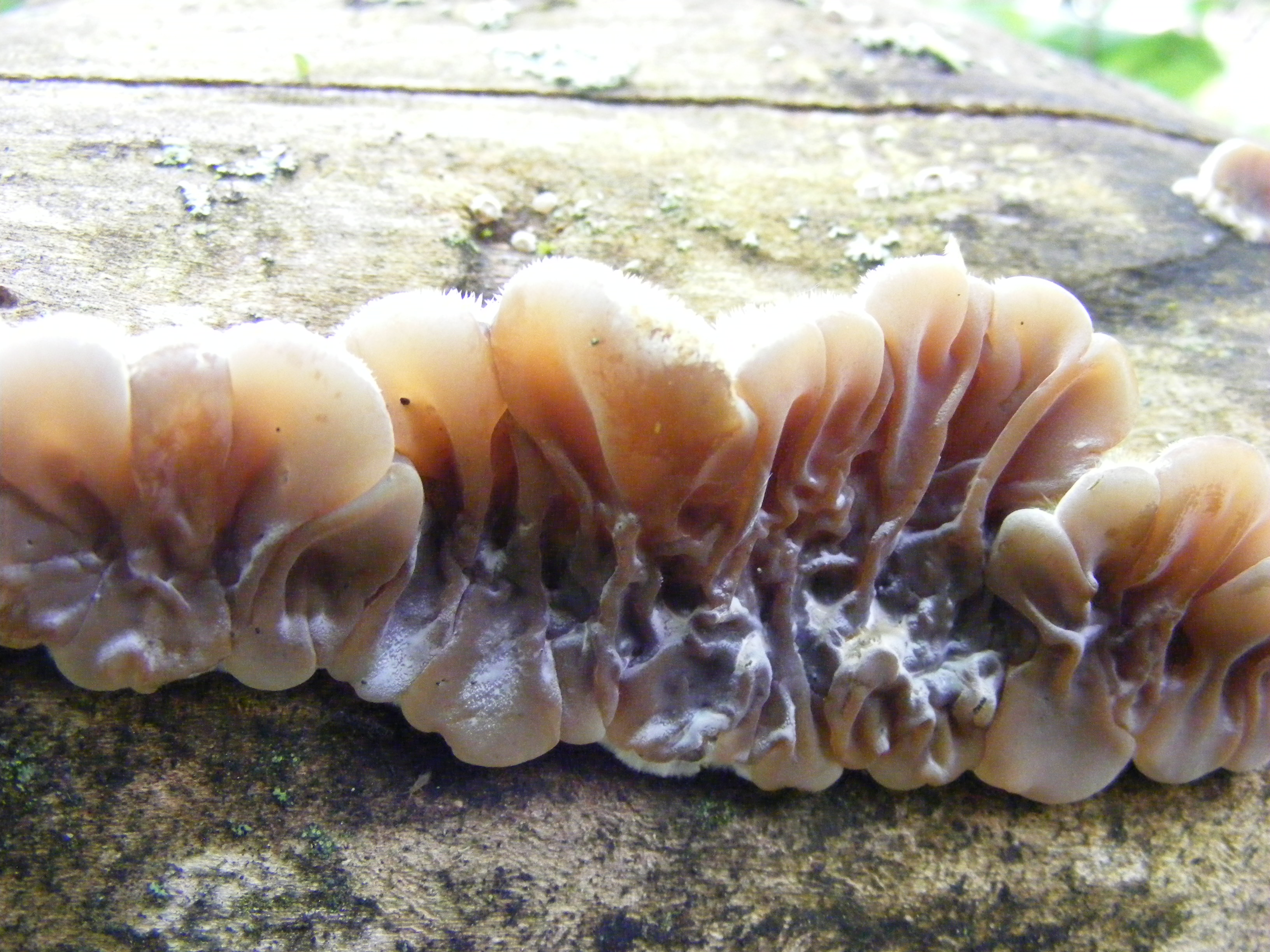
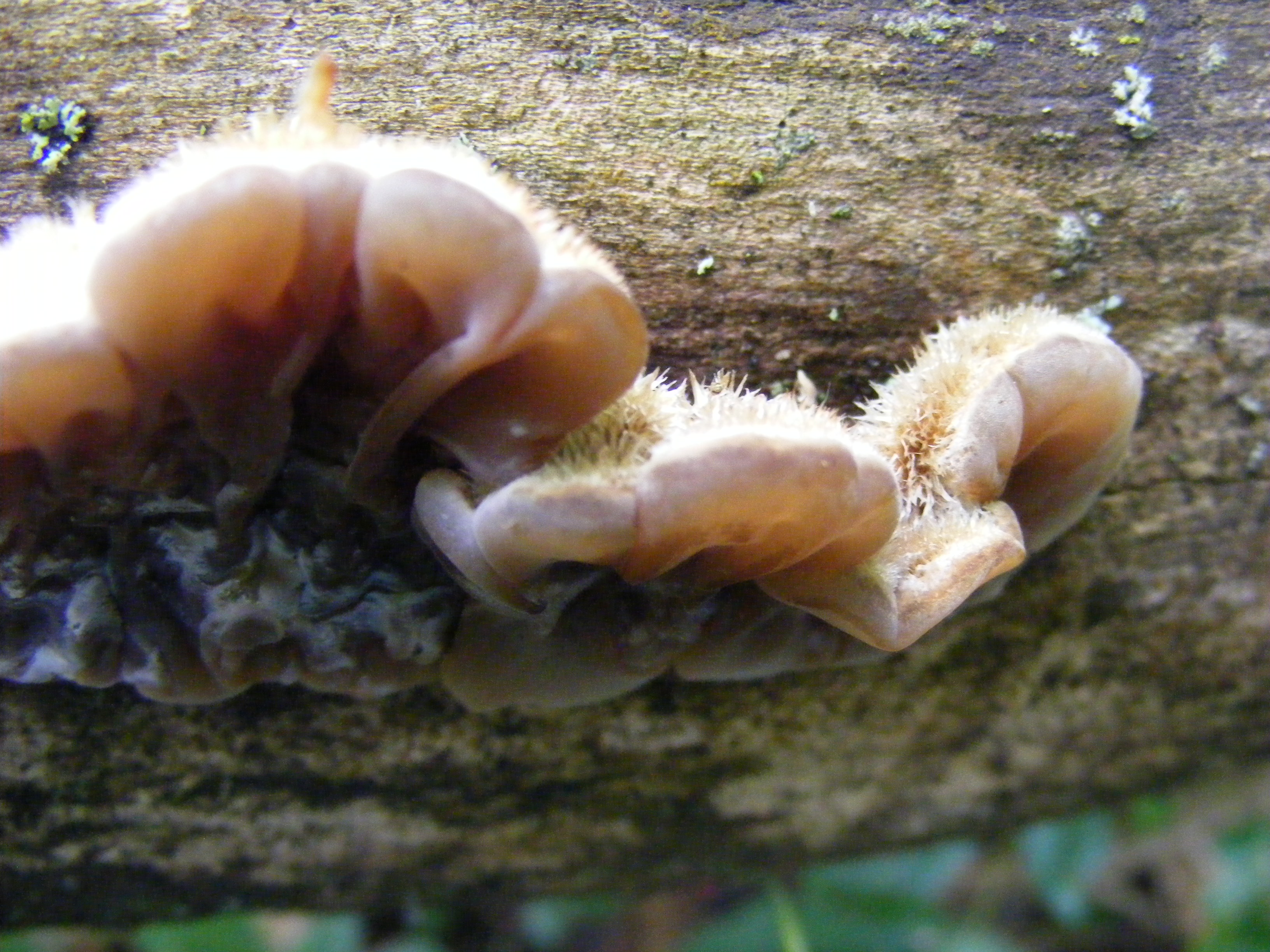
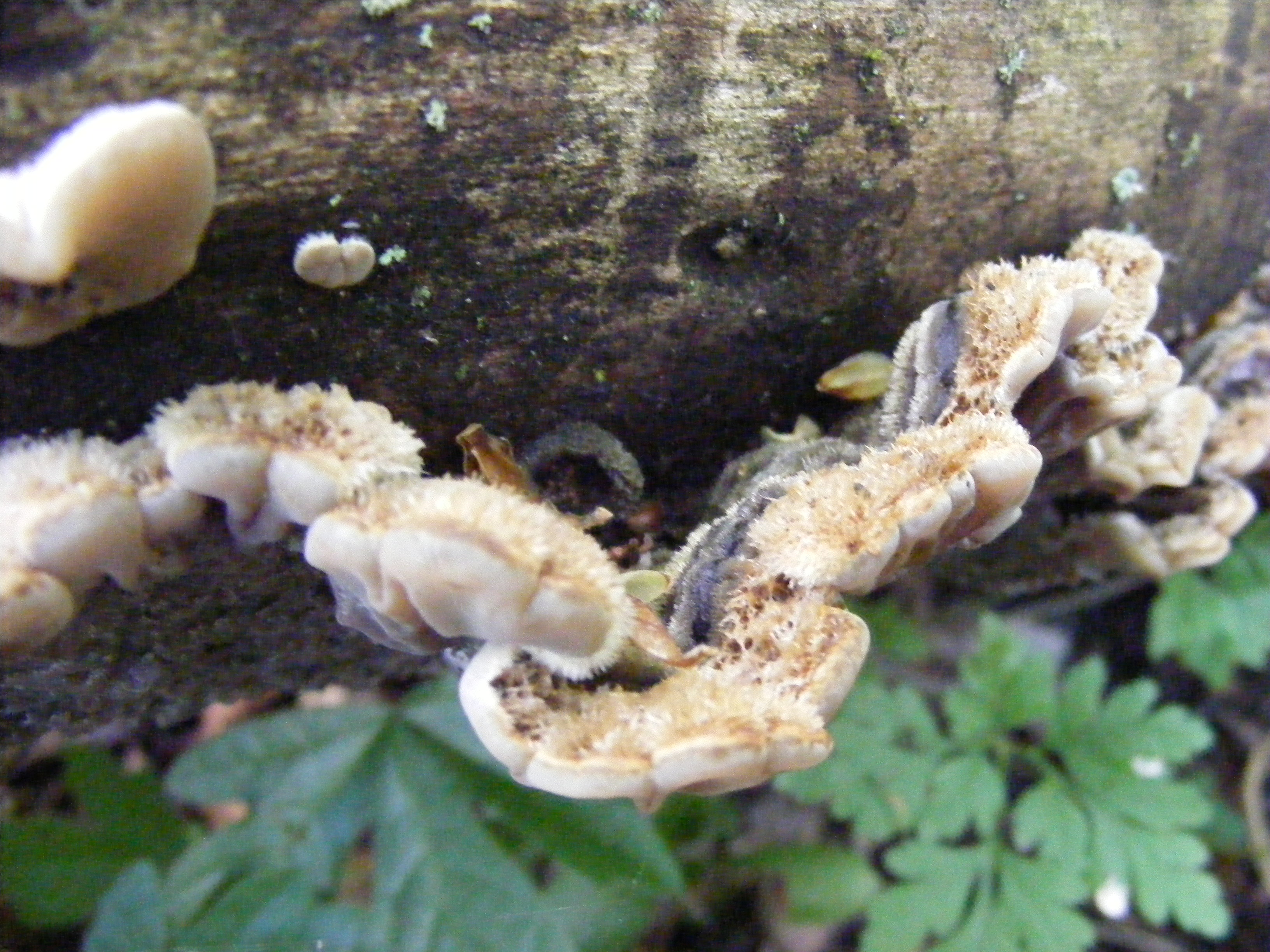